# Soo Ae
Park Soo-ae (sinh ngày 16 tháng 9 năm 1979), thường được biết đến với nghệ danh Soo Ae, là một nữ diễn viên người Hàn Quốc.

## Tiểu sử
Trước khi trở thành một diễn viên tên tuổi, Soo Ae từng là thành viên của một nhóm nhạc nhưng không mấy thành công. Năm 2002, cô quyết định rời bỏ nghiệp hát sang đóng phim. Bộ phim đầu tay của cô Jak sarang (2002) là một bộ phim truyền hình dài tập rất thành công và đón nhận được nhiều tình cảm của khán giả bởi vì, rất lâu rồi người ta mới thấy được một cô gái xinh đẹp có thể đóng bi kịch hay đến như vậy. Sau đó cô tiếp tục tham gia hàng loạt những bộ phim hay nhưng thấm đẫm nước mắt: Love letter (2003), Merry go round (2003), April Kiss (2004), Sea god (2004), A family (2004), Once in a summer (2006)... Soo Ae trở thành một nữ diễn viên rất nổi tiếng và dần dà người ta đã quen gọi cô là "Nữ hoàng nước mắt" của điện ảnh Hàn Quốc - một "Choi Ji Woo thứ hai".
Thế nhưng vì là một "Nữ hoàng nước mắt", Soo Ae luôn luôn bị đóng khung bởi những vai diễn đầy tâm trạng bi thương và hay khóc lóc. Chính vì vậy, năm 2006, cô đã từ chối tham gia phim Hwang Jini và muốn thay đổi bản thân mình mặc dù cô biết rằng đây là một bộ phim đầy triển vọng về tên tuổi có thể giúp danh tiếng của mình bay xa hơn.
Sau bộ phim điện ảnh Once in a summer đóng cặp với nam diễn viên nổi tiếng Lee Byung Hyun được ca ngợi hết lời, Soo Ae đã tạm ngừng nghỉ một thời gian để tìm một kịch bản phim thích hợp. Và cuối cùng bộ phim truyền hình 9 Ent 2 Outs (2007) chính là thứ mà cô cần. Vào vai Nan Hee - một cô gái thiếu nữ cá tính, cộc cằn và thô lỗ, một cô gái sống trong sự bế tắc và buồn chán giữa tình yêu, gia đình và cuộc sống... Vai diễn Nan Hee là một bước ngoặt lớn trong sự nghiệp của Soo Ae.
Mới đây Soo Ae đã trở thành nữ diễn viên đầu tiên là người đại diện cho nhãn hiệu thời trang Maestro - Thời trang nam nổi tiếng của Hàn Quốc thuộc công ty thời trang LG. Người của công ty này nhận xét rằng Soo Ae có một vẻ đẹp tao nhã và thanh khiết rất phù hợp cho đoạn quảng cáo này.

Năm 2010, cô đảm nhận vai chính trong bộ phim truyền hình bom tấn Athena:Goddess of War vào vai 1 điệp viên 2 mang.

## Danh sách phim

### Phim truyền hình
| Năm  | Tên                              | Nhân vật                | Kênh |
| ---- | -------------------------------- | ----------------------- | ---- |
| 1999 | School 2                         | guest appearance        | KBS1 |
| 2002 | MBC Best Theater: One Sided Love |                         | MBC  |
| 2002 | The Maengs' Golden Era           | Heo Joo-yeon            | MBC  |
| 2003 | Love Letter                      | Jo Eun-ha               | MBC  |
| 2003 | Merry Go Round                   | Seong Jin-kyo           | MBC  |
| 2004 | April Kiss                       | Song Chae-won           | KBS2 |
| 2004 | Emperor of the Sea               | Lady Jung-hwa           | KBS2 |
| 2007 | Two Outs in the Ninth Inning     | Hong Nan-hee            | MBC  |
| 2010 | Athena: Goddess of War           | Yoon Hye-in             | SBS  |
| 2011 | Lời hứa ngàn ngày                | Lee Seo-yeon            | SBS  |
| 2013 | Queen of Ambition                | Joo Da-hae              | SBS  |
| 2015 | Mask                             | Byun Ji-sook/Seo Eun-ha | SBS  |
| 2016 | Sweet Stranger and Me            | Hong Na-ri              | KBS2 |

### Phim điện ảnh
| Năm  | Tên                    | Nhân vật                                               |
| ---- | ---------------------- | ------------------------------------------------------ |
| 2004 | A Family               | Lee Jeong-eun                                          |
| 2005 | Wedding Campaign       | Kim Lara                                               |
| 2006 | Once in a Summer       | Seo Jung-in                                            |
| 2008 | Sunny                  | Soon-yi / Sunny                                        |
| 2009 | The Sword with No Name | Min Ja-young (Mẫn Tư Anh), sau là Hoàng hậu Minh Thành |
| 2010 | Midnight FM            | Ko Sun-young                                           |
| 2013 | The Flu                | Kim In-hae                                             |
| 2016 | Take Off 2             | Ji-won                                                 |
| 2018 | High Society           | Oh Soo-yeon                                            |

## Giải thưởng và đề cử
| Năm  | Giải thưởng                                       | Hạng mục                                                  | Đề cử                       | Kết quả   | Nguồn  |
| ---- | ------------------------------------------------- | --------------------------------------------------------- | --------------------------- | --------- | ------ |
| 2003 | MBC Drama Awards                                  | Best New Actress                                          | Love Letter, Merry Go Round | Đoạt giải | [ 2 ]  |
| 2004 | 25th Blue Dragon Film Awards                      | Best New Actress                                          | A Family                    | Đoạt giải | [ 3 ]  |
| 2004 | 3rd Korean Film Awards                            | Best New Actress                                          | A Family                    | Đoạt giải | [ 4 ]  |
| 2004 | 7th Director's Cut Awards                         | Best New Actress                                          | A Family                    | Đoạt giải |        |
| 2004 | Cine 21 Awards                                    | Best New Actress                                          | A Family                    | Đoạt giải |        |
| 2005 | 2nd Max Movie Awards                              | Best Actress                                              | A Family                    | Đoạt giải | [ 5 ]  |
| 2005 | 41st Baeksang Arts Awards                         | Best New Actress (Film)                                   | A Family                    | Đoạt giải | [ 6 ]  |
| 2005 | 42nd Grand Bell Awards                            | Best New Actress                                          | A Family                    | Đề cử     |        |
| 2005 | KBS Drama Awards                                  | Excellence Award, Actress                                 | Emperor of the Sea          | Đoạt giải | [ 7 ]  |
| 2005 | KBS Drama Awards                                  | Best Couple Award with Song Il-gook                       | Emperor of the Sea          | Đoạt giải | [ 8 ]  |
| 2006 | 2nd Premiere Rising Star Awards                   | Best Actress                                              | Wedding Campaign            | Đề cử     |        |
| 2007 | 15th Chunsa Film Art Awards                       | Best Actress                                              | Once in a Summer            | Đề cử     |        |
| 2007 | Korea TV Advertising Festival                     | Best Couple Award with Jang Dong-gun                      | Maxim CF                    | Đoạt giải | [ 9 ]  |
| 2008 | 4th Premiere Rising Star Awards                   | Best Actress                                              | Sunny                       | Đoạt giải | [ 10 ] |
| 2008 | 17th Buil Film Awards                             | Best Actress                                              | Sunny                       | Đoạt giải | [ 11 ] |
| 2008 | 28th Korean Association of Film Critics Awards    | Best Actress                                              | Sunny                       | Đoạt giải | [ 12 ] |
| 2008 | 28th Arts Council Korea                           | Best Artist of the Year in Film                           | Sunny                       | Đoạt giải | [ 13 ] |
| 2008 | 31st Golden Cinematography Awards                 | Most Popular Actress                                      | Sunny                       | Đoạt giải | [ 14 ] |
| 2008 | 29th Blue Dragon Film Awards                      | Best Actress                                              | Sunny                       | Đề cử     |        |
| 2009 | 45th Baeksang Arts Awards                         | Best Actress (Film)                                       | Sunny                       | Đề cử     |        |
| 2009 | 46th Grand Bell Awards                            | Best Actress                                              | Sunny                       | Đoạt giải | [ 15 ] |
| 2009 | 17th Korean Culture and Entertainment Awards      | Best Actress                                              | Sunny                       | Đoạt giải | [ 16 ] |
| 2010 | 47th Savings Day                                  | Prime Minister's commendation                             | —                           | Đoạt giải | [ 17 ] |
| 2010 | 31st Blue Dragon Film Awards                      | Best Actress                                              | Midnight FM                 | Đoạt giải | [ 18 ] |
| 2010 | 6th University Film Festival of Korea             | Best Actress                                              | Midnight FM                 | Đoạt giải | [ 19 ] |
| 2011 | 8th Max Movie Awards                              | Best Actress                                              | Midnight FM                 | Đề cử     |        |
| 2011 | 47th Baeksang Arts Awards                         | Best Actress (Film)                                       | Midnight FM                 | Đề cử     |        |
| 2011 | 15th Puchon International Fantastic Film Festival | Actor's Award                                             | —                           | Đoạt giải | [ 20 ] |
| 2011 | 27th Korea Best Dresser Swan Awards               | Best Dressed, Movie actress category                      | —                           | Đoạt giải | [ 21 ] |
| 2011 | SBS Drama Awards                                  | Top Excellence Award, Actress in a Special Planning Drama | A Thousand Days' Promise    | Đoạt giải | [ 22 ] |
| 2011 | SBS Drama Awards                                  | Excellence Award, Actress in a Special Planning Drama     | Athena: Goddess of War      | Đề cử     | [ 22 ] |
| 2011 | SBS Drama Awards                                  | Top 10 Stars                                              | A Thousand Days' Promise    | Đoạt giải | [ 22 ] |
| 2012 | 48th Baeksang Arts Awards                         | Best Actress (TV)                                         | A Thousand Days' Promise    | Đề cử     |        |
| 2012 | 5th Korea Drama Awards                            | Top Excellence Award, Actress                             | A Thousand Days' Promise    | Đề cử     |        |
| 2013 | 7th Mnet 20's Choice Awards                       | 20's Drama Star - Female                                  | Queen of Ambition           | Đề cử     |        |
| 2013 | 8th Seoul International Drama Awards              | Outstanding Korean Drama Actress                          | Queen of Ambition           | Đề cử     |        |
| 2013 | 6th Korea Drama Awards                            | Excellence Award, Actress                                 | Queen of Ambition           | Đề cử     |        |
| 2013 | 2nd APAN Star Awards                              | Top Excellence Award, Actress                             | Queen of Ambition           | Đề cử     |        |
| 2013 | SBS Drama Awards                                  | Top Excellence Award, Actress in a Drama Special          | Queen of Ambition           | Đề cử     |        |
| 2015 | 4th APAN Star Awards                              | Top Excellence Award, Actress in a Miniseries             | Mask                        | Đề cử     |        |
| 2015 | 28th Grimae Awards                                | Best Actress                                              | Mask                        | Đoạt giải | [ 23 ] |
| 2016 | KBS Drama Awards                                  | Excellence Award, Actress in a Miniseries                 | Sweet Stranger and Me       | Đề cử     |        |
| 2017 | 1st Korean Screenwriter Association               | Best Actress                                              | Take Off 2                  | Đoạt giải | [ 24 ] |
| 2018 | 2018 Korea Best Star Awards                       | Best Actress                                              | High Society                | Đoạt giải | [ 25 ] |